# Stemonosudis rothschildi
Stemonosudis rothschildi är en fiskart som beskrevs av Richards, 1967. Stemonosudis rothschildi ingår i släktet Stemonosudis och familjen laxtobisfiskar. Inga underarter finns listade i Catalogue of Life.